# Swissôtel Zürich

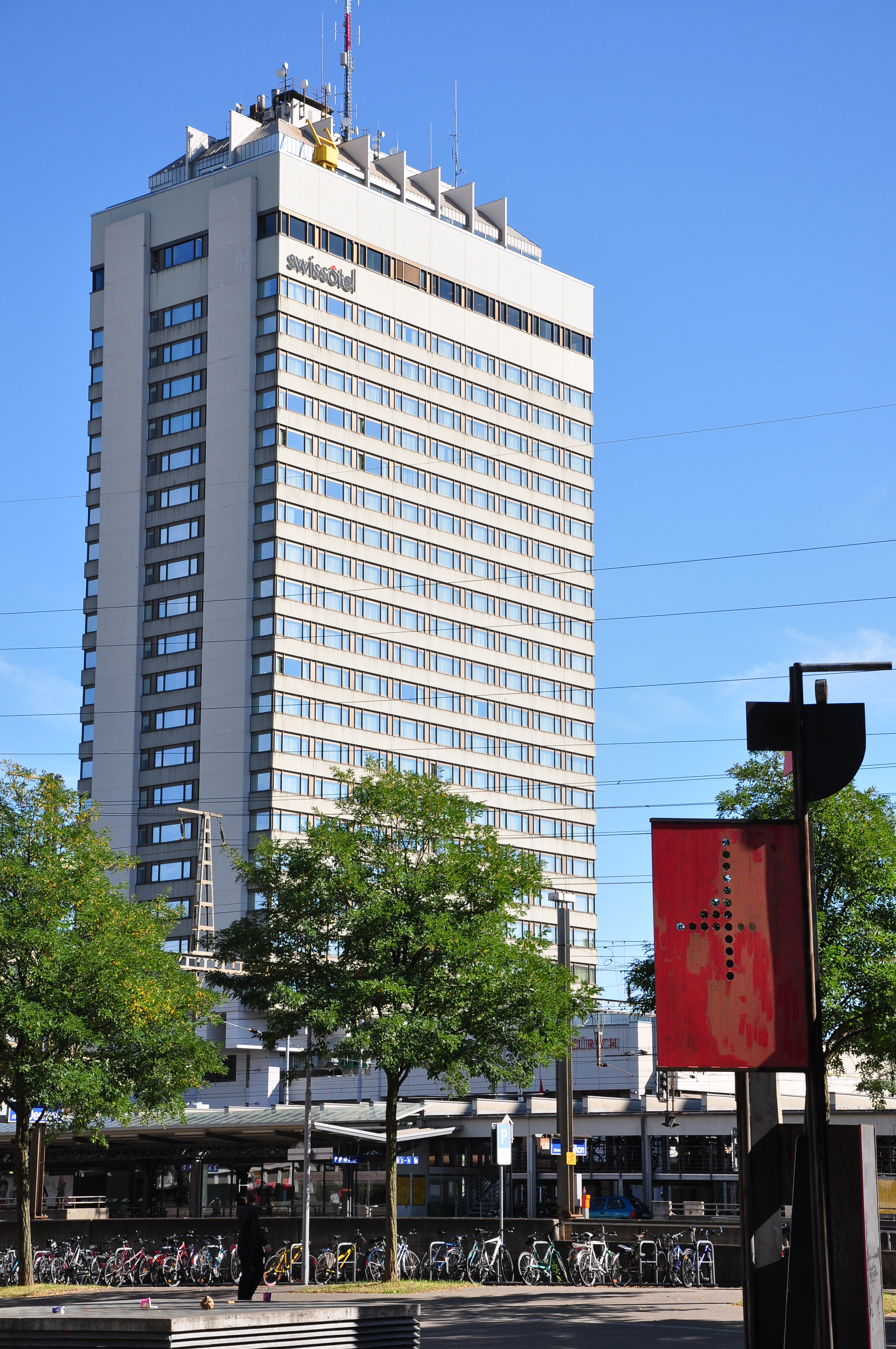
Swissôtel Zürich (2010)

Das Swissôtel Zürich war ein Hotel am Bahnhof Zürich Oerlikon in der Schweiz. Mit 347 Zimmern war es das achtgrösste Hotel der Schweiz. Mit einer Höhe von 85 Metern und 32 Stockwerken war es das höchste Hotelgebäude in Zürich.
1972 wurde es unter dem Namen Hotel International Zürich eröffnet. 1980 wurde ein Managementvertrag mit Swissôtel Hotels & Resorts, gegründet von Swissair und Nestlé, unterzeichnet. Seitdem wird das Hotel offiziell Swissôtel Zürich genannt.
1988 brach im 31. Stockwerk, in dem ein Restaurant betrieben wurde, ein Grossbrand aus, verursacht durch Selbstentzündung beim Nachfüllen eines Spritkochers. Heute befinden sich auf diesem Stockwerk Meeting- und Event-Räume.
Seit der Eröffnung befindet sich ein Coiffeur im Erdgeschoss des Hotels. Seit 1995 ist eine Confiserie im Gebäude eingemietet. Weiter betreibt seit 2003 das Kaffeehaus Starbucks eine Filiale im Gebäude. Die eingemieteten Geschäfte blieben auch nach der Hotelschliessung im November 2020 geöffnet.
2011 wurden nach über 20 Betriebsjahren die Restaurants Szenario und Dialog und auch die Edison Bar geschlossen. Nach einer dreimonatigen Umbauphase ist ein neues Restaurantkonzept Le Muh entstanden.
Das Hotel war offizieller Partner der jährlich im Hallenstadion Zürich stattfindenden Eiskunstgala Art on Ice. Weiter war das Hotel Dienstleistungspartner vom CSI Zürich.
Am 26. August 2013 wurde das Gebäude vom Zürcher Stadtrat in die Inventarliste der Denkmalpflege aufgenommen.
Am 25. September 2020 wurde durch Medien die beschlossene Schliessung des Hotelbetriebs per 31. Dezember 2020 als Folge der Corona-Krise bekannt. Kurze Zeit später wurde im Zuge des Konkursverfahrens entschieden, den Hotel- und Gastronomiebetrieb frühzeitig am Freitag, 13. November 2020 zu schliessen.
Von Februar 2021 bis voraussichtlich Ende 2021 wurde u. a. ein Studentenwohnheim als Zwischennutzung eingerichtet.
Im März 2021 wurde das Restaurant Le muh als Pop Up wiedereröffnet.